# Páramo (Costa Rica)
Páramo es el undécimo distrito del cantón de Pérez Zeledón, en la provincia de San José, de Costa Rica.
Es un distrito en su mayor parte rural.

## Historia
Páramo fue creado el 18 de enero de 1984 por medio de Acuerdo Ejecutivo 129.

## Ubicación
Ubicado a unos 13 kilómetros al norte del centro de San Isidro de El General.

## Geografía
Páramo cuenta con un área de 203,33 km² y una altitud media de 900 m s. n. m.

## Demografía
Para el año 2022, Páramo cuenta con una población estimada de 5288 habitantes, y para el último censo efectuado, en 2011, Páramo contaba con una población de 4410 habitantes.

## Localidades
- Cabecera: San Ramón Sur
- Poblados: Alto Macho Mora, Siberia, División, Miramar, Jardín, La Hortensia, La Ese, Matazanos, Valencia, San Ramón Sur, San Ramón Norte, Berlín, Ángeles, Santo Tomás, Santa Eduviges, San Miguel y Pedregosito

## Economía
Sus principales actividades son la agricultura y cafetalera, dándose también la siembra de caña dulce, por lo que podemos encontrar varios trapiches que aún fabrican la tapa de dulce. En los poblados altos se da la siembra de mora y la producción lechera.
El distrito busca ser reconocidos como un destino turístico nacional e internacional, especializado en turismo rural comunitario, con productos y servicios agro turísticos autóctonos, en un ambiente fresco tropical, de aguas cristalinas y gran diversidad biológica. [cita requerida]

## Transporte

### Carreteras
Al distrito lo atraviesan las siguientes rutas nacionales de carretera:
- Ruta nacional 2
- Ruta nacional 325
- Ruta nacional 335